# 国際宇宙空間研究委員会
国際宇宙空間研究委員会（こくさいうちゅうくうかんけんきゅういいんかい、Committee on Space Research、略称：COSPAR）は宇宙科学分野の国際組織。1958年国際学術連合会議(現：国際科学会議）の下部組織として設立された。事務局はパリにある。
COSPARの目的は研究成果や情報、意見を交換することにより、国際レベルでの宇宙空間の科学研究を促進させることである。シンポジウムや出版等の活動を通してこれらの目標を達成する。
設立当初は政治的立場によらない科学的見地から問題を見つめる存在として西側と東側の架け橋としての役割を果たした。両者の対立構造の軟化に伴ってCOSPARはその目的を観測ロケットや人工衛星等による科学研究の促進へと集中させた。
宇宙科学研究者に対していくつかの賞やメダルの授与も行っている。